# Ранаут, Кангана
Кангана Ранаут (хинди कंगना राणावत, англ. Kangana Ranaut, род. 23 марта 1987 года, округ Манди, Индия) — индийская актриса, снимающаяся в основном в фильмах на хинди. Лауреат Filmfare Awards и Национально кинопремии Индии в различных номинациях.

## Биография
Кангана родилась 23 марта 1987 года в Бхамла (ныне Сураджпур), маленьком городе в округе Манди, штата Химачал-Прадеш в семье представителей раджпутов. Её мать Аша — учительница, её отец Амардип — бизнесмен. У неё также есть старшая сестра Ранголи и младший брат Акшат. Её прадедушка, Сарджу Сингх Ранаут был членом Законодательной ассамблеи, а её дед был офицером индийской административной службы. Она выросла в совместной семье в своём родовом хавели (особняке) в Бхамбла и как она описала свое детство как «простого и счастливого».
Она не следовала шаблонам, которых ожидали от неё, и экспериментировала с модой с раннего возраста, часто сочетая аксессуары и одежду, которые казались «эксцентричными» её соседям. Кангана училась в школе DAV в городе Чандигарх, выбрав естественные науки как основной предмет, отмечая, что она была «очень старательна» и «всегда параноидально заботилась [...] об оценках». Первоначально она намеревалась стать врачом по настоянию родителей. Однако неудачный единичный тест по химии во время учёбы в двенадцатом классе заставил её пересмотреть перспективы её карьеры и, несмотря на подготовку к Всеиндийскому предварительному медицинскому тесту, она не стала сдавать экзамен. Будучи преисполненной решимости найти её «место и свободу», она переехала в Дели в возрасте шестнадцати лет. Её решение не продолжать обучение привело к постоянной вражде с родителями, и её отец отказался спонсировать стремление, которое он считал бесцельным.
Переехав в Дели, она не была уверена, какую карьеру ей выбрать; в это время Elite Modeling Agency, впечатлившись её внешностью, предложили ей стать их моделью. Она приняла несколько предложений моделирования, но, в целом, не была в восторге, поскольку обнаружила, что «не имеет возможности для творчества». Кангана решила сфокусироваться на актёрском мастерстве и присоединилась к труппе Asmita Theatrep, где она обучалась под руководством театрального режиссёра Арвинда Гаура.

## Карьера
В 2004 году продюсеры Рамеш Шарма и Пахладж Нилани объявили, что Кангана дебютирует в фильме Дипака Шивдасани I Love You Boss. На следующий год агент взял её в офис продюсера и режиссёра Махеша Бхатта, где она встретилась с продюсером Анурагом Басу и прошла прослушивание на главную роль в фильме «Гангстер». Фильм имел критический и коммерческий успех и принёс ей Filmfare Award за лучшую дебютную женскую роль.
В 2007 году вышла драма «Жизнь в большом городе», где она сыграла Неху, хитрую сотрудницу кол-центра, у которой роман с её замужним боссом. Несмотря на провал в прокате, фильм показал себя как прибыльное предприятие.
В 2008 году Кангана дебютировала в Колливуде в фильме Dhaam Dhoom. Производство фильма было временно приостановлено, когда режиссёр умер от инфаркта, но съёмочный персонал доснял его. В том же году она сыграла наркозависимую супермодель Шонали Гуджрал в фильме «В плену у моды», главную роль в котором сыграла Приянка Чопра. Фильм стал «ориентиром» в её карьере, получил коммерческий успех и принёс ей несколько кинонаград в категории «лучшая актриса второго плана».
В 2013 году она снялась в фильме «Стрельба в Вадале» с Джоном Абрахамом в главной роли. Режиссёр Санджай Гупта предложил роль именно Кангане из-за её способности выделяться в фильме, где играют одни мужчины, поскольку её персонаж Видья Джоши была единственной центральной женской ролью по сценарию. Фильм имел коммерческий успех. В конце того же года вышел в прокат фильм «Крриш 3», где её персонаж Кайя — трансформирующий мутант и приспешница главного злодея.
В 2014 году вышел фильм «Королева» (или «Открывая мир»), ставший главным фильмом в её карьере, где она выступила не только как актриса, но и как автор диалогов. В фильме рассказывается история Рани, наивной девушки, которая отправляется в свой медовый месяц, когда её жених отменяет их свадьбу. По словам Канганы, эта роль была одной из самых сложных, поскольку черты характера персонажа контрастировали с её собственными. Фильм и игра Канганы получили множество похвал от критиков. Актриса также получила несколько премий в категории «лучшая женская роль», включая Filmfare и Национальную кинопремию.
В 2017 году после годового перерыва, вышел фильм Rangoon, где она сыграла Джулию, актрису и каскадёршу Болливуда 1940-х годов. Этот персонаж был основан на реальной актрисе — Бесстрашной Наде. Ради съёмок она отправилась в Нью-Йорк, чтобы изучить биографию персонажа, а затем направилась на остров в Мексике, чтобы ознакомиться с выживанием в одиночку. Однако фильм не нашёл отклика у аудитории. В том же году вышел фильм Simran, где она сыграла гуджаратскую иммигрантку, участвующую в преступной деятельности в Америке, и который провалился в прокате. В 2019 году вышел фильм Manikarnika—The Queen of Jhansi, байопик о королеве Джанси, в котором она также попробовала себя в качестве режиссёра, когда первоначальный режиссёр Криш ушёл из проекта из-за съёмок другого фильма.

## Фильмография
| Год  |   | Русское название                 | Оригинальное название           | Роль                                           |
| ---- | - | -------------------------------- | ------------------------------- | ---------------------------------------------- |
| 2006 | ф | Гангстер                         | Gangster                        | Симран                                         |
| 2006 | ф | Те мгновения...                  | Woh Lamhe                       | Сана Азим                                      |
| 2007 | ф | Шакалака Бум Бум                 | Shakalaka Boom Boom             | Рухи                                           |
| 2007 | ф | Жизнь в большом городе           | Life in a… Metro                | Неха                                           |
| 2008 | ф | В поисках правды                 | Dhaam Dhoom (там.)              | Схенбага                                       |
| 2008 | ф | В плену у моды                   | Fashion                         | Схонали Гурджал                                |
| 2009 | ф | Тайна: Мистерия продолжается     | Raaz: The Mystery Continues     | Нандита Чопра                                  |
| 2009 | ф | Не теряй надежды                 | Vaada Raha                      | Пуджа                                          |
| 2009 | ф | Одинокий волк                    | Ek Niranjan (тел.)              | Самира                                         |
| 2010 | ф | Воздушные змеи                   | Kites                           | Джина Гровер                                   |
| 2010 | ф | Однажды в Мумбаи                 | Once Upon a Time in Mumbaai     | Рехана                                         |
| 2010 | ф | Телефонная будка                 | Knock Out                       | Нидхи Шривастава                               |
| 2010 | ф | Нет проблем                      | No Problem                      | Санджана                                       |
| 2011 | ф | Свадьба Тану и Ману              | Tanu Weds Manu                  | Тануджа «Тану» Триведи                         |
| 2011 | ф | Игра                             | Game                            | Сия Агнихотри                                  |
| 2011 | ф | Всегда готов!                    | Ready                           | Киран                                          |
| 2011 | ф | Двойная забава                   | Double Dhamaal                  | Кия                                            |
| 2011 | ф | Мошенники                        | Rascals                         | Кхуши                                          |
| 2011 | ф | Встретились мы...                | Miley Naa Miley Hum             | Анишка Шривастава                              |
| 2012 | ф | Неуправляемый                    | Tezz                            | Никита                                         |
| 2013 | ф | Стрельба в Вадале                | Shootout at Wadala              | Видья Джоши                                    |
| 2013 | ф | Крриш 3                          | Krrish 3                        | Кайя                                           |
| 2013 | ф | Rajjo                            | Rajjo                           | Радджо                                         |
| 2014 | ф | Королева / Открывая мир          | Queen                           | Рани Мехра                                     |
| 2014 | ф | Револьвер Рани                   | Revolver Rani                   | Алка Сингх                                     |
| 2014 | ф | Группировка                      | Ungli                           | Майя                                           |
| 2015 | ф | Свадьба Тану и Ману. Возвращение | Tanu Weds Manu Returns          | Кусум «Датто» Сангван / Тануджа «Тану» Триведи |
| 2015 | ф | Я люблю Новый год                | I Love NY                       | Тикку Верма                                    |
| 2015 | ф | Методы борьбы со светом          | Katti Batti                     | Паял                                           |
| 2017 | ф | Рангун                           | Rangoon                         | Julia                                          |
| 2017 | ф | Симран                           | Simran                          | Прафул Патель                                  |
| 2018 | ф | Маникарника: Королева Джанхси    | Manikarnika—The Queen of Jhansi | Рани Джанси                                    |

## Награды
| Награды | Награды                     | Награды                                | Награды                          | Награды       |
| Год     | Премия                      | Категория                              | Фильм                            | Ссыл.         |
| ------- | --------------------------- | -------------------------------------- | -------------------------------- | ------------- |
| 2007    | Filmfare Awards             | Лучший женский дебют                   | Ганстер                          | [ 17 ]        |
| 2007    | IIFA Awards                 | Звездный дебют года (женщины)          | Ганстер                          | [ 37 ] [ 38 ] |
| 2007    | Screen Awards               | Самый многообещающий новичок — женщины | Ганстер                          | [ 39 ]        |
| 2007    | Stardust Awards             | Супер-звезда завтрашнего дня — женщины | Ганстер                          |               |
| 2007    | Zee Cine Awards             | Лучший женский дебют                   | Ганстер                          | [ 40 ]        |
| 2009    | Filmfare Awards             | Лучшая женская роль второго плана      | В плену у моды                   | [ 20 ]        |
| 2009    | IIFA Awards                 | Лучшая женская роль второго плана      | В плену у моды                   | [ 41 ]        |
| 2009    | Национальная кинопремия     | Лучшая женская роль второго плана      | В плену у моды                   | [ 21 ]        |
| 2009    | Producers Guild Film Awards | Лучшая женская роль второго плана      | В плену у моды                   | [ 42 ]        |
| 2015    | Filmfare Awards             | Лучшая женская роль                    | Королева / Открывая мир          | [ 30 ]        |
| 2015    | Национальная кинопремия     | Лучшая женская роль                    | Королева / Открывая мир          | [ 31 ]        |
| 2015    | IIFA Awards                 | Лучшая женская роль                    | Королева / Открывая мир          | [ 43 ]        |
| 2016    | Filmfare Awards             | Лучшая женская роль по мнению критиков | Свадьба Тану и Ману. Возвращение | [ 44 ]        |
| 2016    | Национальная кинопремия     | Лучшая женская роль                    | Свадьба Тану и Ману. Возвращение | [ 45 ]        |